# Quercus lodicosa
Quercus lodicosa O.E.Warb. & E.F.Warb. – gatunek roślin z rodziny bukowatych (Fagaceae Dumort.). Występuje naturalnie w Mjanmie oraz Chinach (w południowo-wschodniej części Tybetu). 

## Morfologia
PokrójZimozielone drzewo dorastające do 15–20 m wysokości.
LiścieBlaszka liściowa jest omszona od spodu i ma kształt od eliptycznego do owalnie eliptycznego. Mierzy 7–14 cm długości oraz 3,5–5 cm szerokości, jest delikatnie piłkowana na brzegu, ma klinową nasadę i spiczasty wierzchołek. Ogonek liściowy jest omszony i ma 8–20 mm długości.
OwoceOrzechy zwane żołędziami o stożkowatym kształcie, dorastają do 20 mm średnicy. Osadzone są pojedynczo w miseczkach o talerzowatym kształcie, które mierzą 5–10 mm długości i 18–22 mm średnicy.

## Biologia i ekologia
Rośnie w lasach. Występuje na wysokości od 1800 do 2400 m n.p.m.